# Sueo Ōe
Sueo Ōe (japonès: 大江季雄)  (Maizuru, 2 d'agost de 1914 - Luzon, 24 de desembre de 1941) va ser un atleta japonès, especialista en el salt de perxa, que va competir durant la dècada de 1930.
El 1936 va prendre part en els Jocs Olímpics d'Estiu de Berlín, on va guanyar la medalla de bronze en la prova del salt de perxa del programa d'atletisme. Finalitzà amb un mateix salt de 4,25 metres que seu compatriota Shuhei Nishida. Quan els dos es van negar a competir entre ells per decidir un guanyador, Nishida va rebre la plata després d'una decisió de l'equip japonès, sobre la base que havia aconseguit l'alçada en menys intents. En tornar al Japó ambdós tenien les medalles olímpiques tallades per la meitat i un joier va unir les dues meitats en una nova medalla, meitat plata i meitat bronze.
En el seu palmarès també destaca una medalla d'or als Jocs de l'Extrem Orient de 1934 i una de plata als Jocs Mundials dels estudiants de 1935. El 1937 va establir un nou rècord nacional, amb 4,35 metres, que fou vigent durant 21 anys.
El 1939 es va unir a l'exèrcit imperial japonès i va morir en acció de guerra a Luzón el 24 de desembre de 1941.

## Millors marques
- Salt de perxa. 4,35 metres (1937)[10]